# Leo Dehon

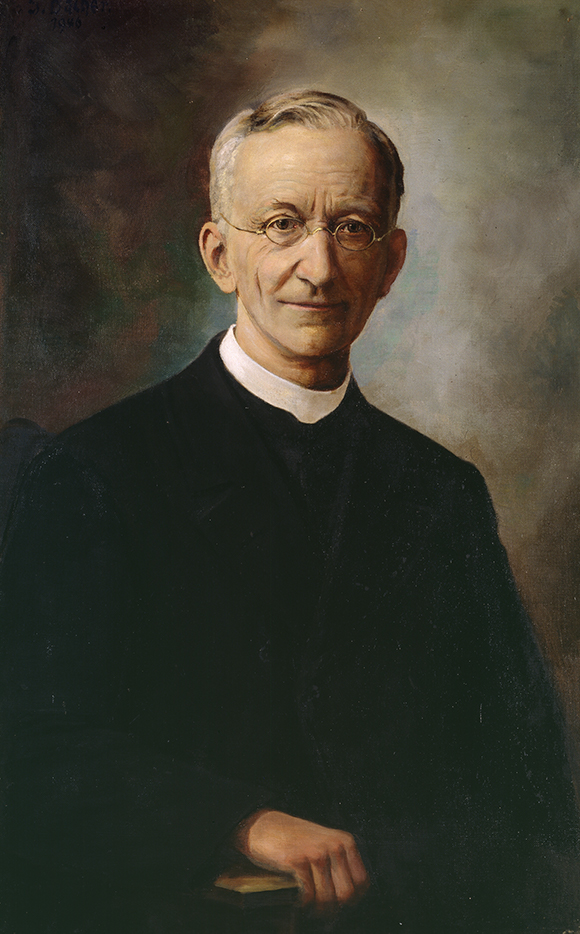
Leo Dehon in 1920

Léon Gustave Dehon (La Capelle, 14 maart 1843 — Brussel, 12 augustus 1925) was een Frans rooms-katholiek priester. Hij stichtte in 1877 de priestercongregatie van het Heilig Hart (Latijn: Congregatio Sacerdotum a Corde Jesu, afgekort S.C.J.). Leo Dehon draagt de titel Eerbiedwaardige Dienaar Gods. Zijn geplande zaligverklaring op 24 april 2005 is door het overlijden van paus Johannes Paulus II tot stilstand gekomen. Paus Benedictus XVI gelastte inmiddels een onderzoek naar vermeend antisemitisme van Dehon en de commissie is in afwachting van de bevindingen.

## Jeugd
Dehon volgde de lagere school in zijn geboorteplaats La Capelle in het departement Aisne vlak bij de Belgische grens, en de middelbare school in Hazebroek. Hij sloot zijn middelbare school af in 1859 te Dowaai. Aansluitend studeerde hij rechten van 1859 tot 1864 aan de universiteit in Parijs. Na een reis door Oost-Europa en het Midden-Oosten (1864-1865) begon hij aan zijn studie theologie, filosofie en canoniek recht in Rome, die hij in 1872 met goed gevolg afsloot. Nog tijdens zijn studietijd werd hij tot priester gewijd (1868).

## Congregatie
Tijdens het Eerste Vaticaans Concilie werd een beroep gedaan op de student Dehon om als stenograaf te fungeren. Hij vervulde deze functie in 1869 en 1870, waarna hij in 1871 kapelaan werd in het in zijn geboortestreek gelegen Saint-Quentin. Hier stichtte hij in 1877 een gymnasium en tegelijkertijd de Priestercongregatie van het Heilig Hart van Jezus onder de aanvankelijke naam Oblaten van het Heilig Hart.

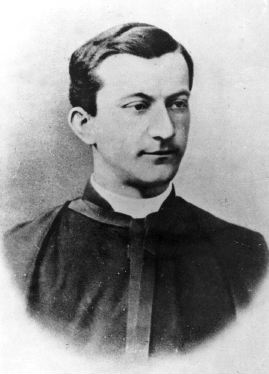
Leo Dehon in 1865

Vanaf 1887 werkte hij samen met Leon Harmel, directeur van een textielfabriek in Val-des-Bois in de omgeving van Saint-Quentin. Verbeteringen van de sociale situatie van de arbeiders gingen samen met catechetische en andere religieuze activiteiten in Val-des-Bois. Vanuit deze werkzaamheden schreef Dehon in 1894 zijn Manuel social chrétien en in 1894 de Catéchisme social. Het zijn beide populariseringen van de sociale encycliek Rerum Novarum (1893) van paus Leo XIII.
Hij werd een van de abbés démocrates, voorman van de Démocratie Chrétienne, die een grote rol speelde bij de interpretatie en ontwikkeling van de katholieke sociale leer, vooral in het Franse taalgebied. In deze tijd bestond er eveneens (tot 1910) samenwerking tussen Leo Dehon en Marc Sangnier, de stichter van Le Sillon, een sociale beweging, die alle katholieke krachten in Frankrijk in een democratische organisatie wilde bundelen.
Na de voor de christendemocraten mislukte verkiezingen in 1898 verscheen in 1901 de encycliek In Graves de Communi, waarin volgens Leo XIII de sociale kwestie vooral als een morele kwestie gezien diende te worden. Deze door Dehon meegedragen analyse betekende het overlaten van de politiek aan leken en voor hemzelf een hernieuwde concentratie op sociaal-religieuze acties. In Graves de Communi betekende voor Leon Dehon vooral een scheiding tussen maatschappelijk en partijpolitiek engagement, waarbij Dehon deze scheiding waarschijnlijk zag als een pragmatisch antwoord van de paus op de groeiende angst van de Franse republikeinen voor directe invloed van de kerk op de politiek. Er werd immers openlijk gediscussieerd (vooral door minister Emile Combes) om de godsdienstvrijheid verder in te perken.
Nadat in 1903, als gevolg van de antiklerikale wetten van Emile Combes, de Franse staat religieuzen uitwees, bleef Dehon in Saint-Quentin achter. Zijn congregatieleden weken echter uit. Leo Dehon bleef tot 1917 in Saint-Quentin, waarna hij besloot zijn werk in Brussel voort te zetten. Hij had dit gedwongen verblijf in het buitenland als vlucht ervaren, afgesneden van zijn vertrouwde Noord-Franse werkterrein. Hij zou er blijven tot zijn dood in 1925.
Een tot dusver weinig opgehelderd punt is het antisemitisme bij Dehon. In zijn in 1894 verschenen catechismus richtte hij zich herhaaldelijk tegen de economische activiteiten van joden, een klassiek en toen verbreid patroon waarin kritiek op het kapitalisme met antisemitisme werd verbonden. Tijdens de Dreyfus-affaire koos Dehon een nationalistische lijn en was voor het herinvoeren van antisemitische wetgeving; hij ging daarin niet zover als fervente monarchisten en andere anti-Dreyfusards, maar distantieerde zich niet zoals zijn medestrijders abbés démocrates, de priesters Jules Auguste Lemire en Paul Antoine Naudet, die juist partij kozen voor Dreyfus. Het ging bij Dehon overigens niet om raciaal antisemitisme, maar eerder om godsdienstige benadrukking op de ondermijnende invloed die vele liberale joden op de toenmalige samenleving zouden hebben.

## Spiritualiteit
De spiritualiteit van Leo Dehon is gebaseerd op de devotie tot het Heilig Hart, die teruggaat op de 17e-eeuwse heilige Marguerite-Marie Alacoque. Maar waar deze devotie persoonlijk en innerlijk is, voegde Dehon er een nieuwe dimensie aan toe, die uitdrukking was van de 19e-eeuwse realiteit, waarin industrialisatie en het scheppen van een proletariaat, kortom de uitbuiting van natuur en mens, op de voorgrond traden. Is de dehoniaanse spiritualiteit enerzijds gebaseerd op persoonlijke vroomheid en mystiek, zo plaatst zij dit in de context van sociale rechtvaardigheid. Dehon profileerde zich met deze aanpak als voorloper en bezield aanhanger van de sociale leer van de kerk, zoals verwoord in de encycliek Rerum Novarum.

## Missies
Leo Dehon had van bij de start van zijn SCJ-congregatie missionering op het oog. In 1883 reeds opende hij in Sittard (Nederland) een eerste seminarie voor missieroepingen, in 1889 een tweede in Clairefontaine (België). In 1888, tien jaar na de stichting van de SCJ-congregatie, werd in Quito, Ecuador, een eerste 'Ad gentes' missie opgestart. In 1896, na de ‘Liberale revolutie van 1895’ die in Ecuador een vrijzinnige regering aan de macht bracht, moest de SCJ-missie in Quito worden verlaten.
In 1897 vroeg en kreeg Leo Dehon voor zijn congregatie de toewijzing van een nieuw missiegebied in Kongo, Stanley Falls. Hij stuurde er meteen Emile Gabriel Grison SCJ naartoe die slechts een jaar nodig had om er de eerste missiepost, Sint Gabriël, in te richten. Die zou uitgroeien tot het centrum van Kongo's grootste diocees, het huidige aartsbisdom Kisangani. In 1964 verloren 28 SCJ-missionarissen het leven in Kongo bij Simba-moordpartijen in Stanleystad, Wamba en Bafwasende, een ware tragedie voor de orde van Leo Dehon.
In Bergen op Zoom is een straat vernoemd naar Leo Dehon: de Pater Dehonlaan. In deze straat ligt een middelbare school voor gymnasium, het Juvenaat. De school was vroeger een klooster waar de leer van Leo Dehon een belangrijke plaats innam.

## Foto's

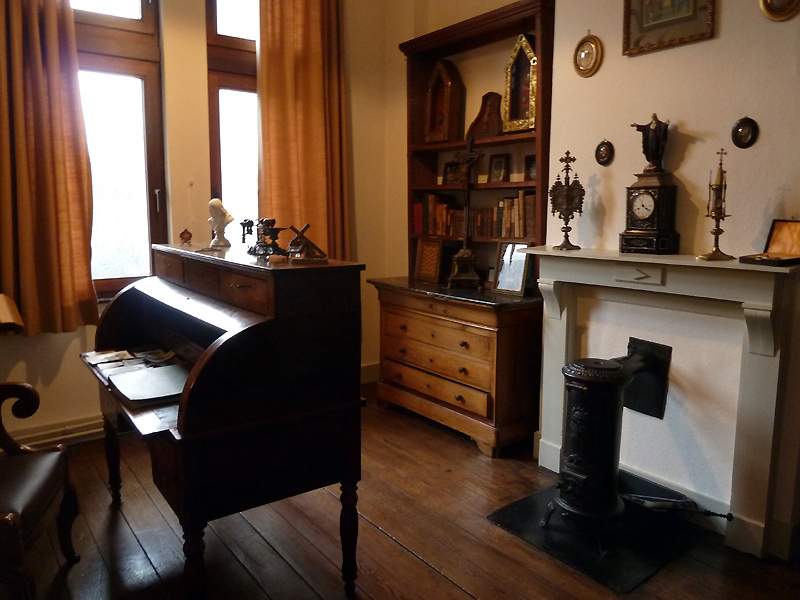
Werkkamer L. Dehon, Cattoirstraat Brussel
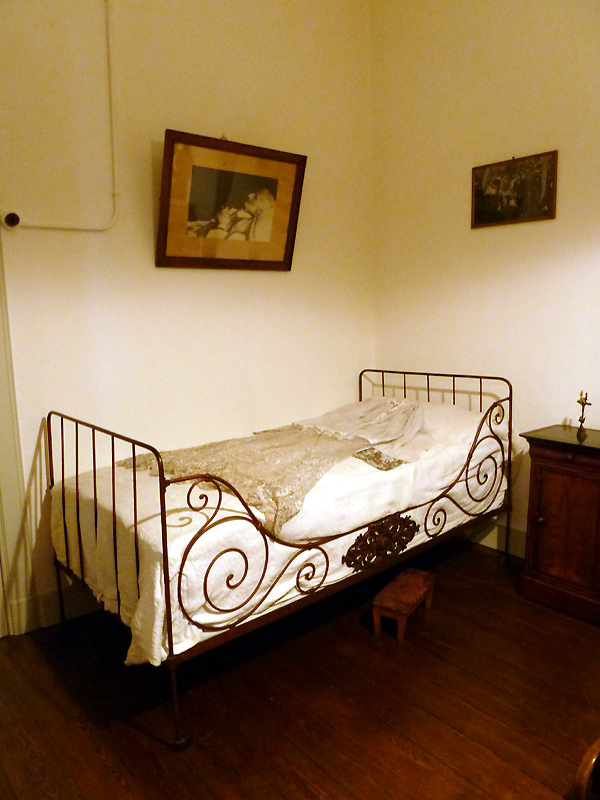
Slaapkamer L. Dehon, Cattoirstraat Brussel
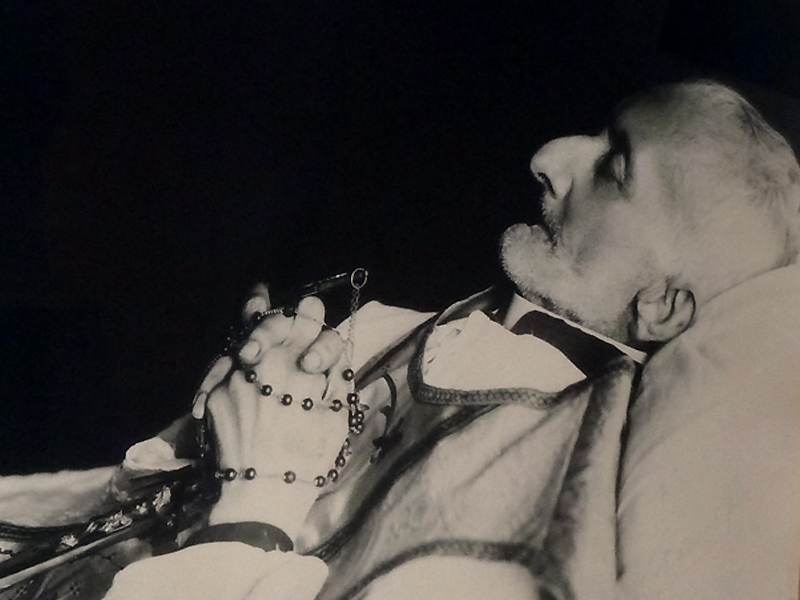
L. Dehon op zijn sterfbed, 1925